# Pol Fernández
Guillermo Matías „Pol” Fernández (ur. 11 października 1991 w Granadero Baigorria) – argentyński piłkarz występujący na pozycji środkowego pomocnika, od 2022 roku zawodnik Boca Juniors.